# Prasophyllum lanceolatum
Prasophyllum lanceolatum är en orkidéart som beskrevs av Richard Sanders Rogers. Prasophyllum lanceolatum ingår i släktet Prasophyllum och familjen orkidéer. Inga underarter finns listade i Catalogue of Life.